# Лига Филипина у рагбију тринаест
Лига Филипина у рагбију тринаест (енгл. Philippines National Rugby League Championship) је први ниво домаћег, клупског такмичења у рагбију 13 на Филипинима.
Шампион Филипина у рагбију 13 осваја Ерик Елефенте куп.

## Историја
Прва сезона у рагбију 13 је одржана 2016. Пре тога, играо се рагби 9 на Филипинима. 
Рагби 13 репрезентација Филипина је тренутно 27. на Свету, а прву тест утакмицу је одиграла 2012. против рагби 13 репрезентације Тајланда. 

## Тимови учесници
- Албеј вулканс
- Манила сторм
- Централ Лузон крусејдерс
- Универзитетска екипа Батангас торо